# Усвятські Ниви
Усвятські Ниви (рос. Усвятские Нивы) — присілок в Усвятському районі Псковської області Російської Федерації.
Населення становить 0[19] осіб. Входить до складу муніципального утворення Усвятська волость.

## Історія
Від 2015 року входить до складу муніципального утворення Усвятська волость.

## Населення
| 2002 |
| ---- |
| 0    |